# Masacre del Festival del Ajo de Gilroy
El 28 de julio de 2019, a las 17:40 p. m., se produjo un tiroteo masivo en el Festival del Ajo de Gilroy en Gilroy, California, que resultó en cuatro muertes, incluido el pistolero, que fue abatido por la policía, y 12 heridos.
El Festival del Ajo de Gilroy es un evento anual de tres días que se celebra en Christmas Hill Park. Uno de los festivales gastronómicos más conocidos del país, centrado en el ajo, atrae a visitantes de todo el país. Ubicada a unos 48 kilómetros (30 millas) al sureste de San José y el Área de la Bahía / Silicon Valley, Gilroy tiene una población de unas 60.000 personas, y la ciudad es un importante productor de ajo. Como el principal recaudador de fondos de Gilroy, el festival cuenta con voluntarios para recaudar fondos para grupos sin ánimo de lucro, incluidos clubes y escuelas.

## La masacre
El tiroteo ocurrió durante la 41.ª celebración anual del festival el domingo 28 de julio de 2019, su tercer y último día, poco antes del cierre programado a las 18:00 p. m. Según los informes, el sospechoso ingresó al festival cortando una cerca de alambre a lo largo de Grapes Creek, evadiendo así el control de seguridad.
Un testigo describió a un hombre que llevaba una camisa verde y un pañuelo grisáceo alrededor del cuello disparando en el área de comida con lo que parecía un rifle de asalto. Otro testigo informó que un hombre blanco de unos 30 años disparaba un rifle que "podía disparar de tres a cuatro disparos por segundo". Jack van Breen, el cantante principal de la banda local TinMan, que estaba haciendo un bis cuando comenzó el tiroteo, le dijo a KPIX-TV que escuchó a alguien gritar: "¿Por qué haces esto?"; la respuesta del pistolero: "Porque estoy realmente enojado".
La policía dijo que el sospechoso usó un "arma tipo AK-47", que inicialmente se informó que era un SKS. Sin embargo, informes posteriores indicaron que el arma era un rifle semiautomático WASR-10 comprado legalmente en Nevada el 9 de julio. La policía en el lugar, según los informes, se enfrentó al tirador a menos de un minuto del inicio del tiroteo, abatiendo rápidamente al pistolero. El jefe de policía acreditó la rápida respuesta a una fuerte presencia policial con "muchos, muchos oficiales en el parque".
La policía buscó un posible segundo sospechoso. Junto con el Departamento de Policía de Gilroy, la División de Campo de San Francisco de la Oficina de Alcohol, Tabaco, Armas de Fuego y Explosivos y 30 agentes del FBI también respondieron a la escena. Más de una docena de equipos de ambulancias y bomberos  se presentaron en el lugar, donde se les dijo que se prepararan para hasta once víctimas.

## Perpetrador
Santino William Legan, un residente de 19 años de Gilroy, California, que también pasó un tiempo en Nevada, fue identificado por las autoridades como el tirador que fue abatido por la policía. Los testigos informaron que parecía estar disparando al azar.
Una cuenta de Instagram fue abierta cuatro días antes del tiroteo por un Santino William Legan de la misma edad, quien se identificó como de ascendencia italiana e iraní. Unos días antes del Festival del Ajo, Legan hizo dos publicaciones en la cuenta donde se quejaba sobre el evento, que según él congestionaba el campo con "hordas" de mestizos y "gilipollas" blancos de Silicon Valley, e instó a la gente a leer el libro Might Is Right de "Ragnar Redbeard", publicado en 1896. Debido a que el libro contiene contenido racista, antisemita y anticristiano, es popular en los círculos de supremacía blanca, neonazis y satanistas.
Minutos antes de iniciar el tiroteo, Santino público una foto del festival junto a la descripción que decía, "es hora del festival de ajo, ven a emborracharte en mierda costosa" 